# Colorado (chanson)
Pour les articles homonymes, voir Colorado (homonymie).
Chansons représentant les Pays-Bas au Concours Eurovision de la chanson
't Is OK
(1978) Amsterdam
(1980)
Singles de Xandra
How Little We Know
(1978) Nothing's Gonna Change
(1979)
Colorado est une chanson écrite par les frères Bolland et Gerard Cox et interprétée par le groupe Xandra dirigé par la chanteuse néerlandaise Sandra Reemer. Parue sur l'album Xandra, Colorado est sortie en 1979 en 45 tours chez Mercury Records. 
C'est la chanson représentant les Pays-Bas au Concours Eurovision de la chanson 1979.
Ses paroles font référence à l'État américain du Colorado.
Xandra a également enregistré la chanson sous le même titre dans des versions en allemand et en anglais.

## À l'Eurovision

### Historique
La chanteuse Sandra Reemer, l'artiste représentant les Pays-Bas à l'Eurovision 1979 avec son groupe Xandra, a déjà représenté les Pays-Bas au Concours Eurovision de la chanson 1976 avec la chanson The Party's Over avec laquelle elle termine 9e sur 18.

### Sélection
Le 7 février 1979, la chanson Colorado est sélectionnée au moyen du Nationaal Songfestival 1979, organisée par le radiodiffuseur NOS, pour représenter les Pays-Bas au Concours Eurovision de la chanson 1979 le 31 mars à Jérusalem, en Israël.

### À Jérusalem
La chanson est intégralement interprétée en néerlandais, langue officielle des Pays-Bas, comme l'impose la règle de 1977 à 1998. L'orchestre est dirigé par Harry van Hoof (nl).
Colorado est la quatorzième chanson interprétée lors de la soirée du concours, suivant J'ai déjà vu ça dans tes yeux de Jeane Manson pour le Luxembourg et précédant Satellit de Ted Gärdestad pour la Suède.
À l'issue du vote, elle obtient 51 points, se classant 12e sur 19 chansons,.

## Liste des titres

### Édition néerlandaise
| A1. | Colorado                         | Ferdi Bolland, Rob Bolland, Gerard Cox |  |
| B1. | Intercity (Nos volveremos a ver) | Marcel La Haye, Tineke Beishuizen      |  |

### Édition internationale
| A1. | Colorado (version anglophone) | Ferdi Bolland, Rob Bolland | 2:54 |
| B1. | Stranger in Town              | Ferdi Bolland, Rob Bolland | 4:28 |

## Classement

### Classements hebdomadaires
| Classement (1979)             | Meilleure position |
| ----------------------------- | ------------------ |
| Pays-Bas (Nederlandse Top 40) | 37                 |
| Pays-Bas (Single Top 100)     | 43                 |
| Suède (Sverigetopplistan)     | 9                  |

## Historique de sortie
| Pays         | Date | Format   | Label   |
| ------------ | ---- | -------- | ------- |
| Allemagne    | 1979 | 45 tours | Mercury |
| France,      | 1979 | 45 tours | Mercury |
| Pays-Bas,    | 1979 | 45 tours | Mercury |
| Portugal     | 1979 | 45 tours | Mercury |
| Scandinavie, | 1979 | 45 tours | Mercury |